# 紐曼鎮區 (伊利諾伊州道格拉斯縣)
紐曼鎮區（英語：Newman Township）是位於美國伊利諾伊州道格拉斯縣的一個行政鎮區。

## 地方資料
根據2010年美國人口普查的數據，紐曼鎮區的面積為156.60平方千米，當中陸地面積為156.50平方千米，而水域面積為0.10平方千米。當地共有人口1056人，而人口密度為每平方千米6.74人。